# Fontjoncouse
Fontjoncouse település Franciaországban, Aude megyében. Lakosainak száma 139 fő (2022. január 1.). Fontjoncouse Albas, Coustouge, Durban-Corbières, Jonquières, Saint-André-de-Roquelongue, Thézan-des-Corbières és Villesèque-des-Corbières községekkel határos.

## Népesség
A település népességének változása:
| Lakosok száma | 141  | 91   | 102  | 133  | 153  | 138  | 131  | 127  | 131  | 139  |
|               | 1968 | 1982 | 1990 | 2006 | 2013 | 2015 | 2017 | 2019 | 2020 | 2022 |